# Family Portrait (Modern Family)
Family Portrait é o vigésimo quarto episódio da primeira temporada da série Modern Family. É o último episódio da temporada. Foi exibido originalmente pela ABC no dia 19 de Maio de 2010 nos EUA.

## Sinopse
Tudo parece estar funcionando contra os planos de Claire para um retrato de família novo, Cameron recebe o convite para ser o cantor de um casamento, deixando Mitchell em casa sozinho com Lily e um pombo rebelde. Enquanto isso Gloria e Phil vão e um jogo de Basquete com Alex, Luke e Manny.